# Campeonato Mundial de Natação em Piscina Curta de 2010 - 50 m livre feminino
A prova dos 50 metros nado livre feminino do Campeonato Mundial de Natação em Piscina Curta de 2010 foi disputado entre 18 e 19 de dezembro em Dubai nos Emirados Árabes Unidos.

## Recordes
Antes desta competição, os recordes mundiais e do campeonato nesta prova eram os seguintes:
| Colocação | Nome             | Nacionalidade | Tempo (segundo) | Local      | Data                |
| --------- | ---------------- | ------------- | --------------- | ---------- | ------------------- |
| WR        | Marleen Veldhuis | Países Baixos | 23.25           | Manchester | 13 de abril de 2008 |
| CR        | Marleen Veldhuis | Países Baixos | 23.25           | Manchester | 13 de abril de 2008 |

## Medalhistas
| Ouro                      | Prata                     | Bronze                           |
| Ranomi Kromowidjojo (NED) | Hinkelien Schreuder (NED) | Arianna Vanderpool-Wallace (BAH) |

## Resultados

### Eliminatórias
As eliminatórias ocorreram dia 18 de dezembro. Dezesseis nadadoras se classificaram  para a semifinal.
| Colocação | Bateria | Raia | Nome                             | Tempo | Notas |
| --------- | ------- | ---- | -------------------------------- | ----- | ----- |
| 1         | 11      | 6    | Li Zhesi (CHN)                   | 24.15 | Q     |
| 1         | 12      | 4    | Ranomi Kromowidjojo (NED)        | 24.15 | Q     |
| 3         | 13      | 4    | Hinkelien Schreuder (NED)        | 24.18 | Q     |
| 4         | 13      | 3    | Jessica Hardy (USA)              | 24.34 | Q     |
| 5         | 13      | 2    | Arianna Vanderpool-Wallace (BAH) | 24.37 | Q     |
| 6         | 11      | 4    | Aleksandra Gerasimenya (BLR)     | 24.38 | Q     |
| 7         | 12      | 7    | Victoria Poon (CAN)              | 24.39 | Q     |
| 8         | 12      | 5    | Amanda Weir (USA)                | 24.41 | Q     |
| 9         | 11      | 5    | Dorothea Brandt (GER)            | 24.48 | Q     |
| 10        | 13      | 6    | Triin Aljand (EST)               | 24.54 | Q     |
| 11        | 12      | 2    | Emma McKeon (AUS)                | 24.65 | Q     |
| 12        | 11      | 7    | Svetlana Khokhlova (BLR)         | 24.70 | Q     |
| 13        | 11      | 3    | Flavia Delaroli-Cazziolato (BRA) | 24.71 | Q     |
| 14        | 13      | 7    | Claire Hedenskog (SWE)           | 24.75 | Q     |
| 15        | 12      | 6    | Marieke Guehrer (AUS)            | 24.77 | Q     |
| 16        | 12      | 1    | Theodora Drakou (GRE)            | 24.78 | Q     |
| 17        | 2       | 3    | Jane Trepp (EST)                 | 24.80 |       |
| 18        | 12      | 8    | Sze Hang Yu (HKG)                | 24.84 |       |
| 19        | 13      | 5    | Svetlana Fedulova (RUS)          | 24.89 |       |
| 20        | 1       | 6    | Tang Yi (CHN)                    | 24.95 |       |
| 21        | 11      | 2    | Aleksandra Urbanczyk (POL)       | 24.98 |       |
| 22        | 13      | 1    | Hanna-Maria Seppälä (FIN)        | 25.00 |       |
| 23        | 11      | 1    | Ragnheiður Ragnarsdóttir (ISL)   | 25.06 |       |
| 24        | 10      | 7    | Pernille Blume (DEN)             | 25.09 |       |
| 25        | 10      | 5    | Ida Marko Varga (SWE)            | 25.12 |       |
| 26        | 13      | 8    | Michelle Lenhardt (BRA)          | 25.17 |       |
| 27        | 11      | 8    | Cecilie Johannessen (NOR)        | 25.18 |       |
| 28        | 9       | 6    | Margarita Nesterova (RUS)        | 25.29 |       |
| 29        | 10      | 3    | Amanda Reaston (CAN)             | 25.34 |       |
| 30        | 10      | 6    | Henriette Brekke (NOR)           | 25.45 |       |
| 31        | 10      | 1    | Renata Fabiola Spagnolo (ITA)    | 25.49 |       |
| 32        | 10      | 4    | Burcu Dolunay (TUR)              | 25.59 |       |
| 33        | 10      | 8    | Alana Kathryn Dillette (BAH)     | 25.71 |       |
| 34        | 9       | 4    | Cherelle Thompson (TRI)          | 25.77 |       |
| 35        | 9       | 5    | Chiara Masini Luccetti (ITA)     | 25.78 |       |
| 36        | 8       | 4    | Jeserik Pinto (VEN)              | 25.83 |       |
| 37        | 9       | 7    | Nicole Horn (ZIM)                | 25.84 |       |
| 38        | 9       | 1    | Melanie Schweiger (SUI)          | 25.86 |       |
| 39        | 10      | 2    | Katarina Filova (SVK)            | 26.00 |       |
| 40        | 9       | 2    | Ximena Vilar (VEN)               | 26.01 |       |
| 41        | 9       | 3    | Nina Sovinek (SLO)               | 26.02 |       |
| 42        | 8       | 7    | Farida Osman (EGY)               | 26.07 |       |
| 43        | 9       | 8    | Miroslava Syllabova (SVK)        | 26.11 |       |
| 44        | 8       | 6    | Kirsten Ann Lapham (ZIM)         | 26.69 |       |
| 45        | 8       | 3    | Magdalene Briedenhann (NAM)      | 26.82 |       |
| 46        | 8       | 5    | Lei On Kei (MAC)                 | 26.85 |       |
| 47        | 7       | 3    | Karen Torrez (BOL)               | 26.94 |       |
| 48        | 7       | 6    | Danielle Beaudrun (LCA)          | 26.97 |       |
| 49        | 7       | 8    | Talita Baqlah (JOR)              | 27.03 |       |
| 50        | 7       | 5    | Micaela Cloete (NAM)             | 27.09 |       |
| 51        | 6       | 4    | Marie Laura Meza (CRC)           | 27.22 |       |
| 52        | 8       | 2    | Bayan Jumah (SYR)                | 27.30 |       |
| 53        | 8       | 8    | Talisa Pace (MLT)                | 27.39 |       |
| 54        | 7       | 7    | Planteau de Maroussem (MRI)      | 27.47 |       |
| 55        | 6       | 2    | Massie Milagros Carrillo (PER)   | 27.49 |       |
| 56        | 5       | 3    | Jade Howard (ZAM)                | 27.50 |       |
| 57        | 8       | 1    | Talasha Satish Prabhu (IND)      | 27.69 |       |
| 58        | 7       | 2    | Silvie Ketelaars (AHO)           | 27.70 |       |
| 59        | 6       | 7    | Melinda Sue Micallef (MLT)       | 27.76 |       |
| 60        | 7       | 4    | Tan Chi Yan (MAC)                | 27.78 |       |
| 61        | 7       | 1    | Dalia Torrez (NCA)               | 27.79 |       |
| 62        | 6       | 6    | Shannon Austin (SEY)             | 27.96 |       |
| 63        | 6       | 5    | Zonia Caravantes (GUA)           | 27.99 |       |
| 64        | 5       | 5    | Sylvia Brunlehner (KEN)          | 28.16 |       |
| 65        | 5       | 4    | Judith Ilan Meauri (PNG)         | 28.23 |       |
| 66        | 6       | 8    | Cheyenne Rova (FIJ)              | 28.33 |       |
| 67        | 6       | 1    | Elaine Reyes (GIB)               | 28.41 |       |
| 68        | 6       | 3    | Emily Chan Chee (MRI)            | 28.42 |       |
| 69        | 5       | 7    | Amanda Liew (BRU)                | 28.56 |       |
| 70        | 4       | 6    | Britany van Lange (GUY)          | 28.58 |       |
| 71        | 5       | 2    | Tieri Erasito (FIJ)              | 28.82 |       |
| 72        | 3       | 4    | Danielle Bernadine Findlay (ZAM) | 29.10 |       |
| 73        | 4       | 5    | Diala Awad (PLE)                 | 29.12 |       |
| 74        | 5       | 1    | Celeste Brown (COK)              | 29.14 |       |
| 75        | 4       | 2    | Jamila Lunkuse (UGA)             | 29.34 |       |
| 76        | 4       | 1    | Soraya Oruya (KEN)               | 29.35 |       |
| 76        | 5       | 6    | Ann-Marie Hepler (MHL)           | 29.35 |       |
| 78        | 5       | 8    | Rachel Fortunato (GIB)           | 29.39 |       |
| 79        | 4       | 4    | Michelle Ysrael (GUM)            | 29.42 |       |
| 80        | 4       | 7    | Mariam Foum (TAN)                | 29.61 |       |
| 81        | 3       | 6    | Magdalena Moshi (TAN)            | 29.74 |       |
| 82        | 3       | 5    | Grace Kimball (MNP)              | 29.93 |       |
| 83        | 2       | 4    | Khulan Enkhjargal (MGL)          | 30.01 |       |
| 84        | 4       | 8    | Janina Cruz (GUM)                | 30.11 |       |
| 85        | 3       | 8    | Patricia Cani (ALB)              | 30.32 |       |
| 86        | 4       | 3    | Ledia Kacani (ALB)               | 30.35 |       |
| 87        | 3       | 2    | Mahnoor Maqsood (PAK)            | 30.80 |       |
| 88        | 2       | 8    | Debra Daniel (FSM)               | 30.91 |       |
| 89        | 1       | 3    | Ophelia Swyne (GHA)              | 30.93 |       |
| 90        | 1       | 4    | Katerina Izmaylova (TJK)         | 31.30 |       |
| 91        | 3       | 7    | Osisang Chilton (PLW)            | 31.55 |       |
| 92        | 3       | 3    | Vitiny Hemthon (CAM)             | 31.65 |       |
| 93        | 3       | 1    | Jennet Saryyeva (TKM)            | 31.94 |       |
| 94        | 2       | 3    | Shajan Aminath (MDV)             | 32.71 |       |
| 95        | 2       | 6    | Yanet Seyoum (ETH)               | 32.87 |       |
| 96        | 2       | 2    | Keanna Villagomez (MNP)          | 32.95 |       |
| 97        | 2       | 5    | Shaila Rana (NEP)                | 33.93 |       |
| 98        | 1       | 5    | Angelika Sita Ouedraogo (BUR)    | 35.19 |       |
| 99        | 2       | 7    | Ketty Kamanzi (RWA)              | 39.29 |       |
| 100       | 2       | 1    | Chaemel Morgane Sogbadji (BEN)   | 40.73 |       |
| -         | 1       | 2    | Samira Vandenbos (CAF)           | DSQ   |       |

### Semifinal
A semi-final  ocorreu dia 16 de dezembro. Oito competidores se classificaram para a final.
Semifinal 1
| Colocação | Raia | Nome                         | Tempo | Notas |
| --------- | ---- | ---------------------------- | ----- | ----- |
| 1         | 4    | Ranomi Kromowidjojo (NED)    | 23.71 | Q     |
| 2         | 5    | Jessica Hardy (USA)          | 24.17 | Q     |
| 3         | 2    | Triin Aljand (EST)           | 24.32 | Q     |
| 4         | 3    | Aleksandra Gerasimenya (BLR) | 24.43 |       |
| 5         | 6    | Amanda Weir (USA)            | 24.53 |       |
| 6         | 7    | Svetlana Khokhlova (BLR)     | 24.68 |       |
| 7         | 8    | Theodora Drakou (GRE)        | 24.69 |       |
| 8         | 1    | Claire Hedenskog (SWE)       | 24.94 |       |

Semifinal 2
| Colocação | Raia | Nome                             | Tempo | Notas |
| --------- | ---- | -------------------------------- | ----- | ----- |
| 1         | 3    | Arianna Vanderpool-Wallace (BAH) | 24.08 | Q     |
| 2         | 4    | Li Zhesi (CHN)                   | 24.09 | Q     |
| 3         | 5    | Hinkelien Schreuder (NED)        | 24.16 | Q     |
| 4         | 2    | Dorothea Brandt (GER)            | 24.27 | Q     |
| 4         | 6    | Victoria Poon (CAN)              | 24.40 | Q     |
| 6         | 7    | Emma McKeon (AUS)                | 24.41 |       |
| 7         | 8    | Marieke Guehrer (AUS)            | 24.42 |       |
| 8         | 1    | Flavia Delaroli-Cazziolato (BRA) | 24.53 |       |

### Final
A final teve sua disputa realizada em 17 de dezembro.
| Colocação         | Raia | Nome                             | Tempo | Notas |
| ----------------- | ---- | -------------------------------- | ----- | ----- |
| Medalha de ouro   | 4    | Ranomi Kromowidjojo (NED)        | 23.37 |       |
| Medalha de prata  | 6    | Hinkelien Schreuder (NED)        | 23.81 |       |
| Medalha de bronze | 5    | Arianna Vanderpool-Wallace (BAH) | 24.04 |       |
| 4                 | 2    | Jessica Hardy (USA)              | 24.09 |       |
| 5                 | 1    | Triin Aljand (EST)               | 24.16 |       |
| 6                 | 3    | Li Zhesi (CHN)                   | 24.18 |       |
| 7                 | 8    | Victoria Poon (CAN)              | 24.19 | NR    |
| 8                 | 7    | Dorothea Brandt (GER)            | 24.21 |       |

Legenda
| Recorde mundial       | Recorde mundial (World record)               |                       | Recorde africano                      | Recorde africano (African) |                                           | Q | Classificado por posição (Qualified) |
| Recorde do campeonato | Recorde do campeonato (Championship record)  | Recorde da América    | Recorde da América (Americas)         | q                          | Classificado por melhor tempo (Qualified) |   |                                      |
| Melhor marca do ano   | Melhor marca do ano (World leading)          | Recorde asiático      | Recorde asiático (Asian)              | DNS                        | Não largou (Did not start)                |   |                                      |
| Recorde nacional      | Recorde nacional (National record)           | Recorde europeu       | Recorde europeu (European)            | DNF                        | Não terminou (Did not finish)             |   |                                      |
| Recorde pessoal       | Recorde pessoal do atleta (Personal best)    | Recorde da Oceania    | Recorde da Oceania (Oceania)          | DSQ / DQ                   | Desclassificado (Disqualified)            |   |                                      |
| Recorde da temporada  | Recorde da temporada do atleta (Season best) | Recorde sul-americano | Recorde sul-americano (South America) | NM                         | Sem marca (No mark)                       |   |                                      |